# Tất Thắng
Tất Thắng là một xã thuộc huyện Thanh Sơn, tỉnh Phú Thọ, Việt Nam.
Xã Tất Thắng có diện tích 15,46 km², dân số năm 1999 là 3982 người, mật độ dân số đạt 258 người/km².